# Allopogonia villosus
Allopogonia villosus är en skalbaggsart som först beskrevs av Horn 1880.  Allopogonia villosus ingår i släktet Allopogonia och familjen Artematopodidae. Inga underarter finns listade i Catalogue of Life.